# Parupeneus spilurus

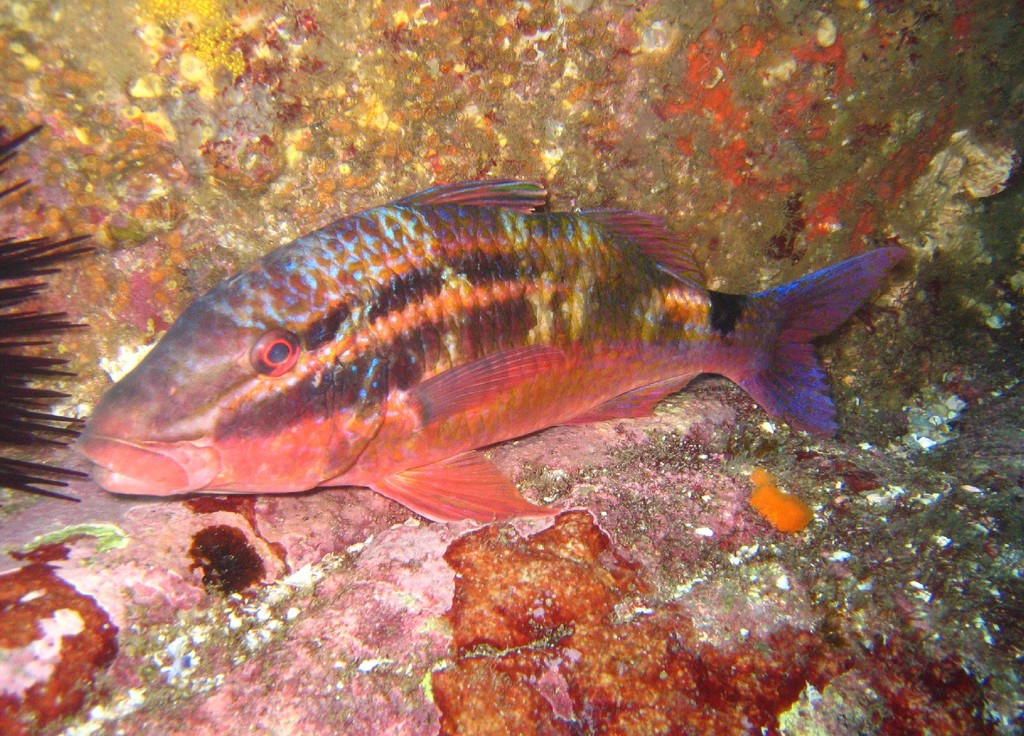
P. spilurus

Parupeneus spilurus (Bleeker, 1854) è un pesce di acqua salata appartenente alla famiglia Mullidae proveniente dall'ovest dell'oceano Pacifico.

## Distribuzione
Proviene da Nuova Caledonia, Nuova Zelanda, Giappone, Tonga e Australia. Vive nelle barriere coralline e talvolta nelle foci dei fiumi. Nuota fino a 80 m di profondità.

## Descrizione
La lunghezza massima registrata è 50 cm. Presenta un corpo compresso sull'addome, abbastanza allungato, con il dorso prevalentemente marrone, dove però passano delle linee più chiare orizzontali. Il ventre è di solito bianco o rosa pallido. La pinna caudale è bianca, biforcuta, e sul peduncolo caudale è presente una macchia nera. I barbigli sono giallastri.
Gli adulti possono presentare sfumature rossastre.

## Biologia

### Comportamento
Solitamente gli esemplari giovanili nuotano in banchi composti da pochi esemplari, gli adulti tendono a essere più solitari e nuotano in gruppo più raramente.

### Alimentazione
Si nutre sia di pesci più piccoli, in particolare gobidi e le loro uova, che di piccoli crostacei marini come granchi (Xanthidae, Portunidae, Galatheidae), anfipodi (Gammaridea), isopodi, gamberi, stomatopodi e copepodi.

### Parassiti
Può presentare due specie di copepodi parassiti: Irodes parupenei e Irodes upenei.

## Pesca
Viene talvolta pescato per essere mangiato ma non è particolarmente diffuso in commercio.